# 姚締虞
姚締虞（？—1688年），字歷升，號岱麓，湖廣黃陂縣（今湖北省武漢市黄陂区）人，清朝政治人物。官至四川巡撫。

## 生平
順治十一年（1654年）舉人，順治十六年（1659年）己亥科進士，授四川成都府推官，政績卓著，經總督苗澄、巡撫張德地推薦，舉卓異，改陝西安化縣知縣。康熙十五年（1676年），授禮科給事中。疏請嚴選庶吉士，考覈翰林，報聞。康熙十七年（1678年），典江西鄉試。歷工科掌印給事中、鴻臚寺少卿、光祿寺少卿。康熙二十四年（1685年），巡抚四川。康熙二十七年（1688年）卒於官。《清史稿》有傳。

## 著作
工詩，《晚晴簃诗汇》存其作。。

## 延伸阅读
[在维基数据编辑]
 《清史稿·卷274》，出自趙爾巽《清史稿》

## 外部連結
- 姚締虞（页面存档备份，存于）